# 宜城南站
宜城南站，原名宜城站、雷河站，位于中华人民共和国湖北省襄阳市宜城市雷河镇发展区廖河乡，是焦柳铁路上的火车站，建于1970年，由中国铁路武汉局集团襄阳车站管辖，2025年6月12日更名为现名。

## 歷史
- 建于1970年，时名雷河站。
- 2003年，由雷河站更名为宜城站。
- 2025年6月12日，因襄荆高速铁路在宜城市张家营村新建宜城站，现有宜城站更名为宜城南站。

## 車站周邊
- 中国邮政储蓄银行鄂西支行
- 宜城市鄂西学校
- 雷河镇中心学校

## 外部連結
- 中国铁路客户服务中心（页面存档备份，存于）